# Coupole-rotonde décagonale gyroallongée
Pour les articles homonymes, voir Coupole (homonymie) et J47.
La Coupole-rotonde décagonale gyroallongée est une figure géométrique faisant partie des solides de Johnson (J47). 
Comme son nom le suggère, elle peut être réalisée par gyroallongement d'une coupole-rotonde décagonale (J32 ou J33), c'est-à-dire par insertion d'un antiprisme décagonal entre ses deux moitiés. 
La coupole-rotonde décagonale gyroallongée est l'un des 5 solides de Johnson à être chiral, c’est-à-dire dont la forme diffère de celle de son image miroir. Sur l'illustration à droite, on peut remarquer que chaque pentagone de la moitié inférieure de la figure est connecté par 2 faces triangulaires à une face carrée située au-dessus de lui et à droite. Dans sa figure chirale (image miroir), chaque pentagone du bas sera connecté par 2 faces triangulaires à une face carrée située au-dessus de lui mais à gauche. Les deux formes chirales J47 ne sont pas considérées comme deux solides de Johnson différents.
Les 92 solides de Johnson ont été nommés et décrits par Norman Johnson en 1966.